# Wu Xiangming

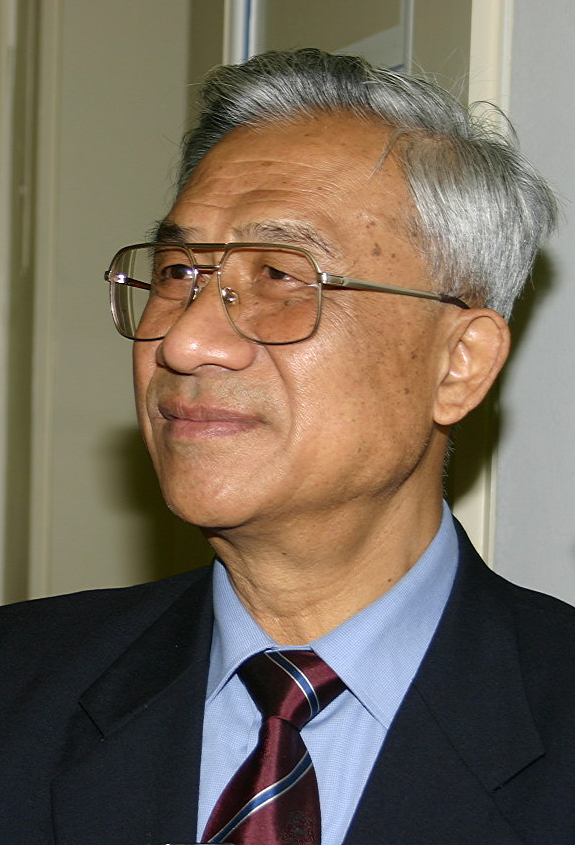
Wu Xiangming

Wu Xiangming (* 15. September 1938 in Suzhou) ist Direktor des National Maglev Transportation Engineering Research and Development Center und verantwortlich für die weltweit erste kommerzielle Umsetzung der Transrapid-Technologie.
Seine Ausbildung zum Ingenieur erhielt er an der renommierten Tongji-Universität in Shanghai, die mit der Technischen Universität Dresden durch verschiedene Kooperationen verbunden ist. Er schloss dort sein Bauingenieurstudium im Jahre 1959 ab.
Das Wirken von Wu als Ingenieur und verantwortlicher Leiter war mit der Planung und Verwirklichung spektakulärer Großprojekte verbunden, wie beim Bao Steel Werk – einem typischen Industriebau. Nachhaltige Spuren hat „Commander Wu“, wie ihn seine Mitarbeiter nennen, vor allem in Shanghai hinterlassen: Anfangs in seiner Funktion als Stellvertretender Direktor der Planungs-Kommission und Direktor des Baukomitees der Stadt Shanghai sowie Stellvertretender Chefsekretär der Regierung der Stadt Shanghai hat er unter anderem die verkehrstechnische und hochwassersichere Umgestaltung des Bund, der berühmten Altstadtpromenade am Huangpu-Fluss, den Umbau des Platzes des Volkes sowie in dessen unmittelbarer Nähe die Errichtung eines Kreuzungsbauwerks mit vier Ebenen für die Hauptverkehrsstraße von Shanghai und die Nord-Süd-Hochstraße realisiert. Weitere besonders eindrucksvolle Zeichen seines Wirkens sind die eleganten Schrägseilbrücken Nanpu und Yangpu über den Fluss Huangpu.
International machte er sich 1995 einen Namen als Chefingenieur für den Neubau des internationalen Flughafens Shanghai Pudong. Um ihn an Shanghai anzubinden, setzte er auf die bis dahin nur auf der Transrapid-Versuchsanlage Emsland (TVE) erprobte Technologie. Am 31. Dezember 2003 begann der planmäßige Betrieb der ersten kommerziell eingesetzten Transrapid-Anlage.
Am 30. September 2005 hat die Fakultät Bauingenieurwesen der Technischen Universität Dresden Wu für seine Verdienste um die Umsetzung der weltweit einzigartigen Transrapidtechnologie und für das Lebenswerk als Bauingenieur den Titel eines Ehrendoktors verliehen. Er ist der erste chinesische Ehrendoktor der TU Dresden.
| Personendaten    | Personendaten                                                                                                   |
| ---------------- | --- |
| NAME             | Wu, Xiangming                                                                                                   |
| KURZBESCHREIBUNG | chinesischer Ingenieur, Direktor des National Maglev Transportation Engineering Research and Development Center |
| GEBURTSDATUM     | 15. September 1938                                                                                              |
| GEBURTSORT       | Suzhou (Jiangsu), China                                                                                         |